# Józef Maissonevue
Joseph de Maissonevue, Maisonneuve (ur. ok. 1748 w Ludes – zm. po 1806) – szambelan królewski w 1776 roku, generał major wojsk koronnych w 1778 roku, pułkownik od kart geograficznych w 1776 roku.
Był aktorem amatorem teatru dworskiego.
Był protegowanym i prawdopodobnie szpiegiem ambasadora rosyjskiego Otto Magnusa von Stackelberga. Jako agent Stanisława Augusta Poniatowskiego przebywał na dworze w Petersburgu. 
Był wolnomularzem, członkiem lóż Tarcza Północy i Wytrwałość.